# Rafał Kubiak
Rafał Kubiak (ur. 20 listopada 1977 w Łodzi) – polski piłkarz grający na pozycji pomocnika.

## Kariera
Jest wychowankiem Widzewa Łódź. W sezonie 1994/1995 w barwach Widzewa zdobył wicemistrzostwo Polski juniorów. W 1995 roku zadebiutował w seniorskiej drużynie Widzewa. W I lidze zadebiutował 16 września 1995 roku w wygranym 2:0 meczu z Amiką Wronki. W sezonie 1995/1996 zdobył wraz z Widzewem mistrzostwo Polski. W sezonie 1996/1997 grał w drugoligowej Ceramice Opoczno. Następnie wrócił do Widzewa. W styczniu 1999 roku przeszedł na pół roku do KSZO Ostrowiec Świętokrzyski. W latach 1999–2001 grał we Włókniarzu Konstantynów Łódzki oraz Unii Skierniewice. W rundzie jesiennej sezonu 2001/2002 rozegrał dwa mecze w barwach Widzewa. Po półrocznej przerwie trafił ponownie do Unii Skierniewice. Na dalszym etapie kariery reprezentował kluby niższych lig, między innymi KS Paradyż i MKS Kutno.

## Statystyki ligowe
| Sezon         | Klub                           | Liga     | Mecze | Gole |
| ------------- | ------------------------------ | -------- | ----- | ---- |
| 1995/1996     | Widzew Łódź                    | I liga   | 12    | 1    |
| 1996/1997     | Ceramika Opoczno               | II liga  | 25    | 2    |
| 1997/1998     | Widzew Łódź                    | I liga   | 12    | 2    |
| 1998/1999 (j) | Widzew Łódź                    | I liga   | 0     | 0    |
| 1998/1999 (w) | KSZO Ostrowiec Świętokrzyski   | II liga  | 1     | 0    |
| 1999/2000     | Włókniarz Konstantynów Łódzki  | III liga | ?     | ?    |
| 2000/2001     | Unia Skierniewice              | III liga | ?     | ?    |
| 2001/2002 (j) | Widzew Łódź                    | I liga   | 2     | 0    |
| 2002/2003     | Unia Skierniewice              | III liga | ?     | ?    |
| 2003/2004 (j) | Unia Skierniewice              | III liga | ?     | ?    |
| 2003/2004 (w) | Pelikan Łowicz                 | III liga | ?     | ?    |
| 2004/2005 (j) | Unia Skierniewice              | III liga | ?     | ?    |
| 2004/2005 (w) | Ceramika Paradyż               | III liga | ?     | ?    |
| 2005/2006     | KS Paradyż                     | III liga | ?     | ?    |
| 2006/2007     | KS Paradyż                     | III liga | ?     | ?    |
| 2007/2008 (j) | Mazowsze Grójec                | III liga | 13    | 1    |
| 2007/2008 (w) | Concordia Piotrków Trybunalski | III liga | 12    | 4    |
| 2008/2009     | MKS Kutno                      | III liga | 29    | 6    |
| 2009/2010     | MKS Kutno                      | III liga | 27    | 8    |
| 2010/2011     | MKS Kutno                      | III liga | 24    | 3    |
| 2011/2012     | MKS Kutno                      | III liga | 29    | 4    |
| 2012/2013     | MKS Kutno                      | III liga | 27    | 1    |
| 2013/2014     | MKS Kutno                      | III liga | 29    | 1    |
| 2014/2015 (j) | Zawisza Rzgów                  | IV liga  | ?     | ?    |
| 2014/2015 (w) | Ner Poddębice                  | IV liga  | ?     | ?    |
| 2015/2016 (j) | Ner Poddębice                  | III liga | ?     | ?    |
| 2015/2016     | Żyrardowianka Żyrardów         | IV liga  | ?     | ?    |